# KNVB beker 1997-1998
La KNVB beker 1997-1998 (chiamata Amstel Cup per motivi di sponsorizzazione) fu l'ottantesima edizione della Coppa dei Paesi Bassi di calcio.

## Fase a gruppi
Giocata tra il 12 agosto e il 7 settembre 1997.
Group 1
| Team                 | Pts |
| -------------------- | --- |
| 1. sc Heerenveen E   | 9   |
| 2. Cambuur Leeuw. 1  | 6   |
| 3. Drachtster Boys A | 1   |
| 4. VVOG A            | 1   |

Group 2
| Team                | Pts |
| ------------------- | --- |
| 1. SC Heracles 1    | 7   |
| 2. De Graafschap E  | 6   |
| 3. RKSV Babberich A | 4   |
| 4. HSC '21 A        | 0   |

Group 3
| Team              | Pts |
| ----------------- | --- |
| 1. NAC Breda E    | 9   |
| 2. TOP Oss 1      | 6   |
| 3. SV Capelle A   | 3   |
| 4. SC Feyenoord A | 0   |

Group 4
| Team               | Pts |
| ------------------ | --- |
| 1. Groningen E     | 7   |
| 2. Veendam 1       | 7   |
| 3. Quick '20 A     | 1   |
| 4. SC Genemuiden A | 1   |

Group 5
| Team                 | Pts |
| -------------------- | --- |
| 1. Fortuna Sittard E | 9   |
| 2. Young PSV         | 6   |
| 3. BVV/Caterpillar A | 3   |
| 4. VVV-Venlo 1       | 0   |

Group 6
| Team                  | Pts |
| --------------------- | --- |
| 1. ADO Den Haag 1     | 9   |
| 2. Sparta E           | 6   |
| 3. Excelsior 1        | 3   |
| 4. SVV Scheveningen A | 0   |

Group 7
| Team                 | Pts |
| -------------------- | --- |
| 1. VV Katwijk A      | 9   |
| 2. Dordrecht'90 1    | 7   |
| 3. Utrecht E         | 6   |
| 4. VV Noordwijk A    | 6   |
| 5. Young HFC Haarlem | 1   |

Group 8
| Team                 | Pts |
| -------------------- | --- |
| 1. Telstar 1         | 6   |
| 2. FC Volendam E     | 6   |
| 3. Go Ahead Eagles 1 | 3   |
| 4. FC Lisse A        | 3   |

Group 9
| Team                | Pts |
| ------------------- | --- |
| 1. Willem II E      | 6   |
| 2. FC Eindhoven 1   | 6   |
| 3. SHO A            | 4   |
| 4. RBC Roosendaal 1 | 1   |

Group 10
| Team                | Pts |
| ------------------- | --- |
| 1. RKC Waalwijk E   | 9   |
| 2. FC Den Bosch 1   | 6   |
| 3. WSC A            | 3   |
| 4. Young FC Utrecht | 0   |

Group 11
| Team             | Pts |
| ---------------- | --- |
| 1. FC Emmen 1    | 9   |
| 2. NEC E         | 6   |
| 3. De Treffers A | 3   |
| 4. GVVV A        | 0   |

Group 12
| Team               | Pts |
| ------------------ | --- |
| 1. Helmond Sport 1 | 7   |
| 2. MVV E           | 7   |
| 3. EHC A           | 3   |
| 4. VV Baronie A    | 0   |

Group 13
| Team               | Pts |
| ------------------ | --- |
| 1. AZ Alkmaar 1    | 9   |
| 2. AFC '34 A       | 5   |
| 3. FC Zwolle 1     | 5   |
| 4. HFC Haarlem 1   | 4   |
| 5. HVV Hollandia A | 4   |

 E Eredivisie; 1 Eerste Divisie; A Squadre dilettantistiche 

## Fase a eliminazione diretta

### 1º turno
Partite giocate il 18 e 19 novembre 1997
| Squadra 1        | Risultato       | Squadra 2       |
| ---------------- | --------------- | --------------- |
| Ajax             | 6 - 0           | MVV             |
| PSV              | 4 - 0           | Emmen           |
| Den Bosch        | 2 - 1 (dts)     | AZ Alkmaar      |
| N.E.C.           | 2 - 1           | ADO Den Haag    |
| Dordrecht        | 1 - 4           | Groningen       |
| Sparta Rotterdam | 1 - 2 (dts)     | Twente          |
| AFC '34          | 1 - 2           | Fortuna Sittard |
| RKC Waalwijk     | 0 - 1           | Vitesse         |
| De Graafschap    | 2 - 3           | Willem II       |
| Helmond Sport    | 2 - 2 (5-4 dcr) | Go Ahead Eagles |
| NAC Breda        | 5 - 1           | Katwijk         |
| Feyenoord        | 2 - 0           | TOP Oss         |
| Jong PSV         | 3 - 4           | Telstar         |
| Roda JC          | 1 - 0           | Veendam         |
| Volendam         | 2 - 2 (4-5 dcr) | Heracles Almelo |
| Heerenveen       | 6 - 1           | Eindhoven       |

### Ottavi di finale
Giocati il 4, 10 e 11 febbraio, 1998.
| Squadra 1       | Risultato   | Squadra 2       |
| --------------- | ----------- | --------------- |
| NAC Breda       | 5 - 0       | Helmond Sport   |
| Heracles Almelo | 1 - 3       | Vitesse         |
| Twente          | 1 - 0       | Willem II       |
| Telstar         | 0 - 1       | Fortuna Sittard |
| Ajax            | 5 - 0       | Roda JC         |
| Feyenoord       | 2 - 0       | Groningen       |
| N.E.C.          | 1 - 3       | Heerenveen      |
| Den Bosch       | 1 - 2 (dts) | PSV             |

### Quarti
Giocati l'11 e 12 marzo 1998.
| Squadra 1  | Risultato | Squadra 2       |
| ---------- | --------- | --------------- |
| Twente     | 3 - 1     | Vitesse         |
| Ajax       | 2 - 1     | NAC Breda       |
| PSV        | 4 - 0     | Feyenoord       |
| Heerenveen | 3 - 0     | Fortuna Sittard |

### Semifinali
Giocate il 29 aprile e il 7 maggio 1998.
| Squadra 1 | Risultato | Squadra 2  |
| --------- | --------- | ---------- |
| PSV       | 2 - 1     | Twente     |
| Ajax      | 3 - 0     | Heerenveen |

### Finale per il 3º posto
Fu giocata per determinare la partecipante in Coppa delle Coppe, in quanto le due finaliste erano già qualificate per la Champions League.
| Squadra 1  | Risultato | Squadra 2 |
| ---------- | --------- | --------- |
| Heerenveen | 3 - 1     | Twente    |

### Finale
Giocata il 17 maggio 1998.
| Squadra 1 | Risultato | Squadra 2 |
| --------- | --------- | --------- |
| Ajax      | 5 - 0     | PSV       |

| 17 maggio 1998 | Ajax | 5 – 0 | PSV |  |